# Camerig (helling)
De Camerig is een beklimming in het Heuvelland gelegen nabij Epen en Camerig in het zuiden van de Nederlandse provincie Limburg. De route loopt vanaf het riviertje de Geul, ten oosten van Epen over de Epenerbaan langs het Vijlenerbos. De top is vlak na het kruispunt Zevenwegen.
Tevens is dit bij het wielrennen de langste klim van Nederland.

## Wielrennen
De iconische helling is meermaals opgenomen in de wielerklassieker Amstel Gold Race en is dat in de editie van 2024 nog steeds. De klim wordt dan eenmaal bedwongen, als tiende klim na de Schweiberg en voor de Vaalserberg (Nederlandse zijde).
De klim kent een viertal stijgende delen, eerst circa 1100 meter omhoog (maximum 9%) tot circa 200 meter hoogte, dan circa 300 meter vlak, daarna 200 meter klimmen (maximum 8%) tot circa 212 meter hoogte, direct gevolgd door 300 meter afdalen naar 200 meter hoogte. Nu 600 meter klimmen (maximum 9%) gevolgd door 300 meter vlak en 200 meter licht dalend tot circa 209 meter hoogte, tot slot 600 meter klimmen naar de top op 260 meter hoogte (maximum 7%). Hierna volgt een lange snelle afdaling.
In 2014 was ze onderdeel van de 7e etappe van de Eneco Tour.
Volgens de COTACOL is dit de zwaarste klim van Nederland.

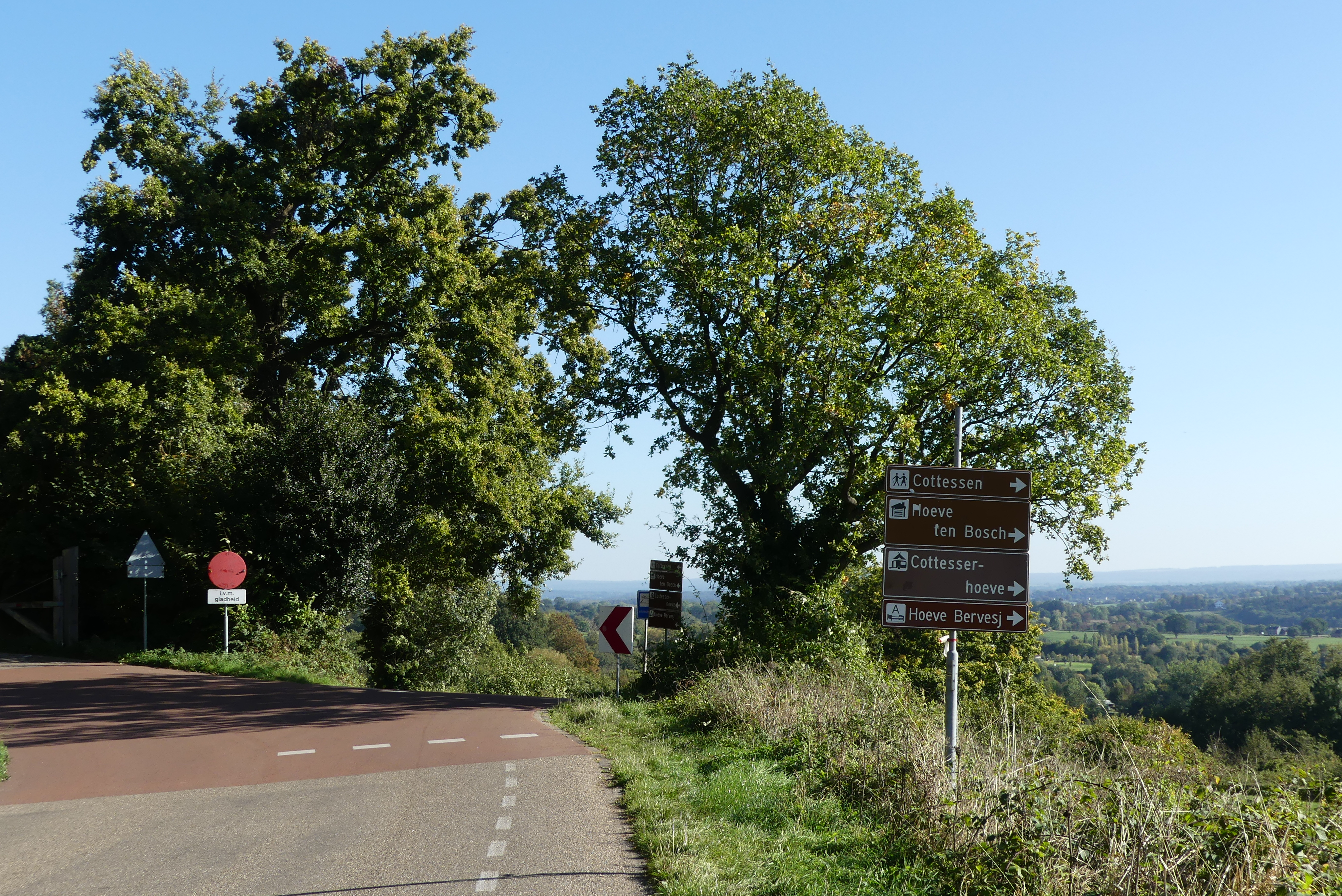
Zicht op de Epenerbaan nabij restaurant Buitenlust en Belletterweg.

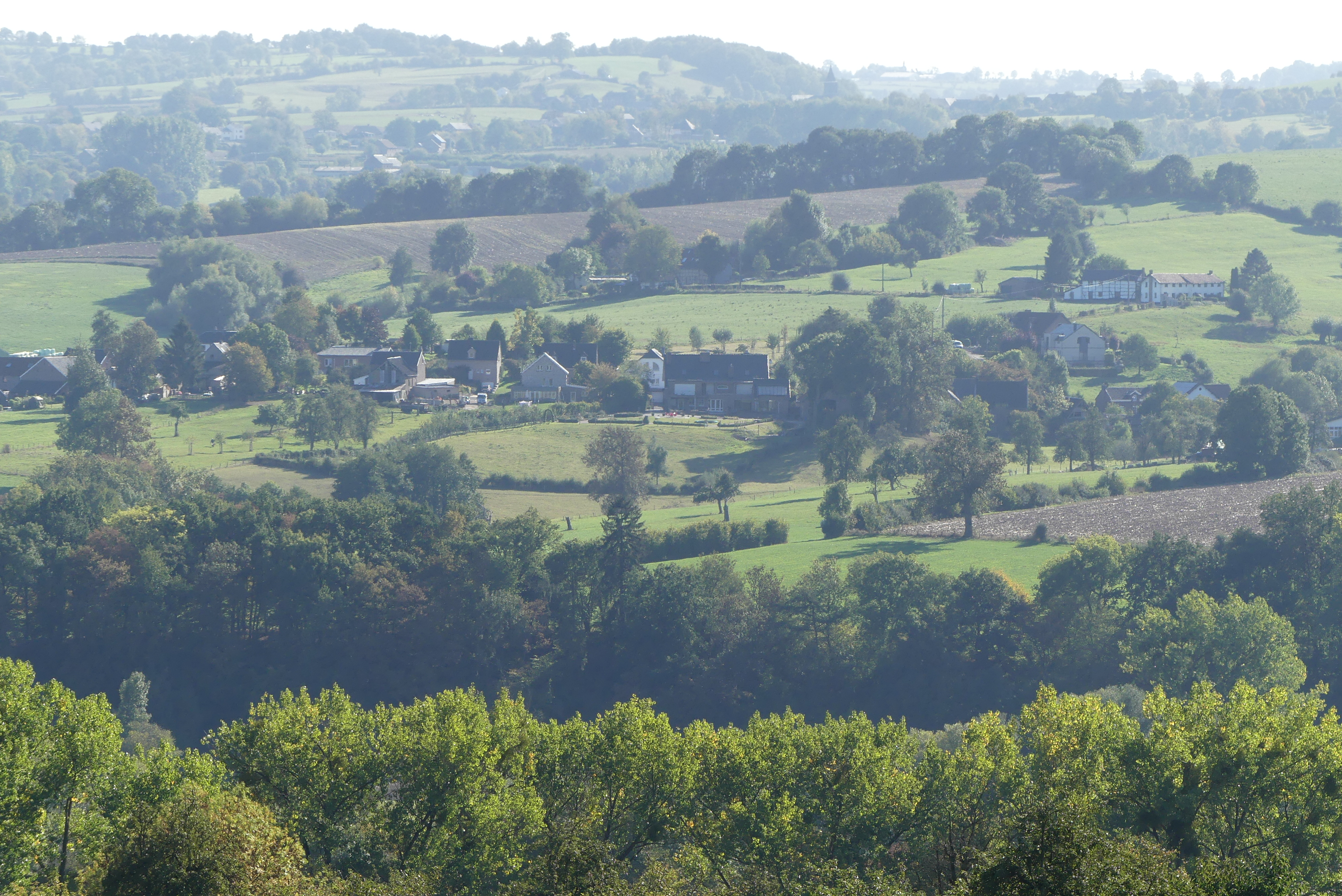
Zicht vanaf de Camerig.